# El recuento de los daños (canción)
«El recuento de los daños» es una canción y sencillo del álbum Más turbada que nunca, de la cantante mexicana Gloria Trevi.
La canción fue lanzada en México en 1994. A través de la pieza, y como casi todas las canciones de Trevi de esa época, incluyó referencias indirectas a varias situaciones de la vida cotidiana mexicana, y se volvió muy popular por el video musical que salió al aire en la televisión pública, que rompió tabúes con su letra, que explicaba la profundidad de la violencia de género en la sociedad mexicana.

## Video musical
Aunque es técnicamente una canción de amor, expuso el tabú sobre la práctica de muchos hombres de golpear a mujeres embarazadas que concibieron fuera del matrimonio para matar al feto (del firme impacto de tus manos). El video musical muestra a una niña con sangre empapando su abdomen hinchado (un aborto espontáneo), así como el secuestro de un niño. La letra al comienzo del coro también dice Yo no puedo reponerme de ese beso que me subio al cielo, que es el mismo que ahora me hunde en el infierno.

## Consecuencias
Más tarde, Trevi fue sentenciada a prisión por supuestamente ser cómplice de Sergio Andrade en un caso de abuso sexual.
Después de su liberación por falta de pruebas, en 2007, Trevi demandó a un promotor mexicano que la acusó de asesinar a su propio hijo que perdió mientras estaba en prisión. Muchos fans sospechan que ella fue incriminada debido a su valentía al momento de hablar sobre muchos problemas sociales.
El título de la canción fue usado por un programa de investigación de Univision relacionado sobre el escándalo.

## Listas
La canción alcanzó los primeros lugares en las tablas para América, al igual que en México.